# Зоряное (Кировоградская область)
Зоряное (укр. Зоряне) — село в Кетрисановской сельской общине Кропивницкого района Кировоградской области Украины.
До 2020 года входило в Бобринецкий район
Население по переписи 2001 года составляло 186 человек. Почтовый индекс — 27232. Телефонный код — 5257. Занимает площадь 1,065 км². Код КОАТУУ — 3520883203.